# 3812 Lidaksum
3812 Lidaksum eller 1965 AK1 är en asteroid i huvudbältet som upptäcktes den 11 januari 1965 av Purple Mountain-observatoriet i Nanjing, Kina. Den är uppkallad efter Li Dak-sum.
Asteroiden har en diameter på ungefär 33 kilometer.